# Otto Windscheid
Otto Windscheid (* 29. August 1823 in Düsseldorf; † 7. April 1897 ebenda) war ein deutscher Ingenieur und Fabrikant.

## Leben
Otto Windscheid war ein Sohn des Eisenbahndirektors Karl Windscheid. Nach anderen Angaben war der Vater Regierungssekretär. Er besuchte zunächst das Gymnasium in Düsseldorf, von 1836 bis 1839 dann das Gymnasium in Koblenz. In Koblenz leistete er in den Jahren 1840 und 1841 seinen Wehrdienst ab und erwarb die Befähigung zum Landwehr-Offizier. Im Anschluss absolvierte er ein einjähriges Praktikum bei einem Koblenzer Unternehmen. 1842 nahm Windscheid für einige Monate Zeichenunterricht in der Architekturklasse von Rudolf Wiegmann an der Königlichen Kunstakademie Düsseldorf. Dem Zeichenunterricht folgte ein Studium am Gewerbeinstitut Berlin, für das er ein Stipendium erhalten hatte. Bereits während seiner Studienzeit volontierte er bei Borsig. Als Ingenieur war er dort zunächst im Lokomotivbau, später im Brückenbau angestellt. Nachdem er ein Zeugnis als Lokomotivführer erhalten hatte und zwei Jahre lang für die Bayenthaler Maschinenfabrik tätig gewesen war, gründete er 1854 zusammen mit seinem Bruder Ferdinand eine Eisengießerei und Maschinenfabrik in Düsseldorf.
Otto Windscheid zählte 1846 zu den Gründungsmitgliedern des Akademischen Vereins Hütte. Dem Verein Deutscher Ingenieure (VDI) trat er in dessen Gründungsjahr bei und wurde im selben Jahr Gründungsvorsitzender des Niederrheinischen Bezirksvereins des VDI. Diesen Vorsitz hatte er 18 Jahre lang inne. Darüber hinaus war er Mitglied des Vereins Deutscher Eisenhüttenleute.
Von 1874 bis 1880 war Otto Windscheid Stadtverordneter in Düsseldorf und bis zu seinem Tod Mitglied des Stadtausschusses. Nebenbei betreute er die technische Seite von Festveranstaltungen des Künstlervereins Malkasten, etwa des Kaiserfests von 1877.